# Dedo (unidad de longitud)
En el sistema romano de unidades de longitud, el dedo (digitus), equivalía a 18,481 mm.
Entre las unidades españolas antiguas de longitud, el dedo equivalía a 17,41458 mm. Era la duodécima parte del palmo y la sexta parte del coto.
- Datos: Q1182218